# Президент на Унгария
Постът „президент на републиката“ се създава за първи път през 1918 г., след като Унгария е обявена за република. По това време президентът е държавен глава и ръководител на правителството.
Президент на Унгарската демократична република:
- Михай Карой (1918 – 1919)

На 21 март 1919 г. идват на власт комунистите, и се обява Унгарската съветска република. В Унгарската съветска република има колективно ръководство, де юре функциите на държавния и правителствения глава се упражняват заедно, от Революционен управляващ съвет. Председателят на Революционния управляващ съвет е само „пръв сред равните“, в действителност властта по време на Унгарската съветската република се съредоточава в ръцете на един от членове на Революционния управляващ съвет, комисаря по външни работи и отбрана Бела Кун.
Председател на Революционния управляващ съвет на Унгарската съветска република:
- Шандор Гарбаи (1918 – 1919)

След падането на Унгарската съветската република, републиката е отменена, като нелегитимна форма на държавно упарвление, поради факта, че последният унгарски крал Карой не е подавал отказ, а само декларация за „прекратяване на изпълнение на функциите“.
Върната е предишната форма на държавно управление: кралство, макар и без крал. Крал Карой се опитва да се върне на престола, но регент Хорти се съпротивлява, позовавайки се на Трианонския мирен договор от 1920, който изрично забранява унгарския крал да е от Хабсбургската династия. В крайна сметка Карой заминава в изгнание в Португалия, а унгарския престол е обявен за вакантен. Той си остава такъв до окончателното премахване на монархическата институция през 1946 г.
На 1 февруари 1946 г. отново е премахната монархията, президентът е глава и на изпълнителната власт.
Президент на Унгарската република:
- Золтан Тилди (1946 – 1948)
- Арпад Сакашич (1948 – 1949)

След въвеждане на комунистическа система, се създава институция на колективен държавен глава – Президентски съвет – с главно церемониални функции.
Президент на Президентския съвет на Унгарската народна република:
- Арпад Сакашич (1949 – 1950)
- Шандор Ронаи (1950 – 1952)
- Ищван Доби (1952 – 1967)
- Пал Лошонци (1967 – 1987)
- Карой Немет (1987 – 1988)
- Бруно Ф. Щрауб (1988 – 1989)

На 23 октомври 1989 г. народната република е отменена, отново се създава институцията на едноличен държавен глава. За разлика от периода 1918 – 1919 г. и 1946 – 1949 този път президентската институция е без реална власт, с чисто церемониални фунции. Президентът се избира за 5 години от парламента.
Временен президент на Унгарската република:
- Матяш Сюрьош (1989 – 1990)
- Арпад Гьонц (1990)

Президент на Унгарската република:
- Арпад Гьонц (1990 – 2000)
- Ференц Мадл (2000 – 2005)
- Ласло Шойом (2005 – 2010)
- Пал Шмит (2010 – 2012)

Президент на Унгария:
- Янош Адер[1] (2012 – 2022)
- Каталин Новак (2022 – 2024)

- Тамаш Шуйок (2024 – )